# Gabriele Dondi dall'Orologio

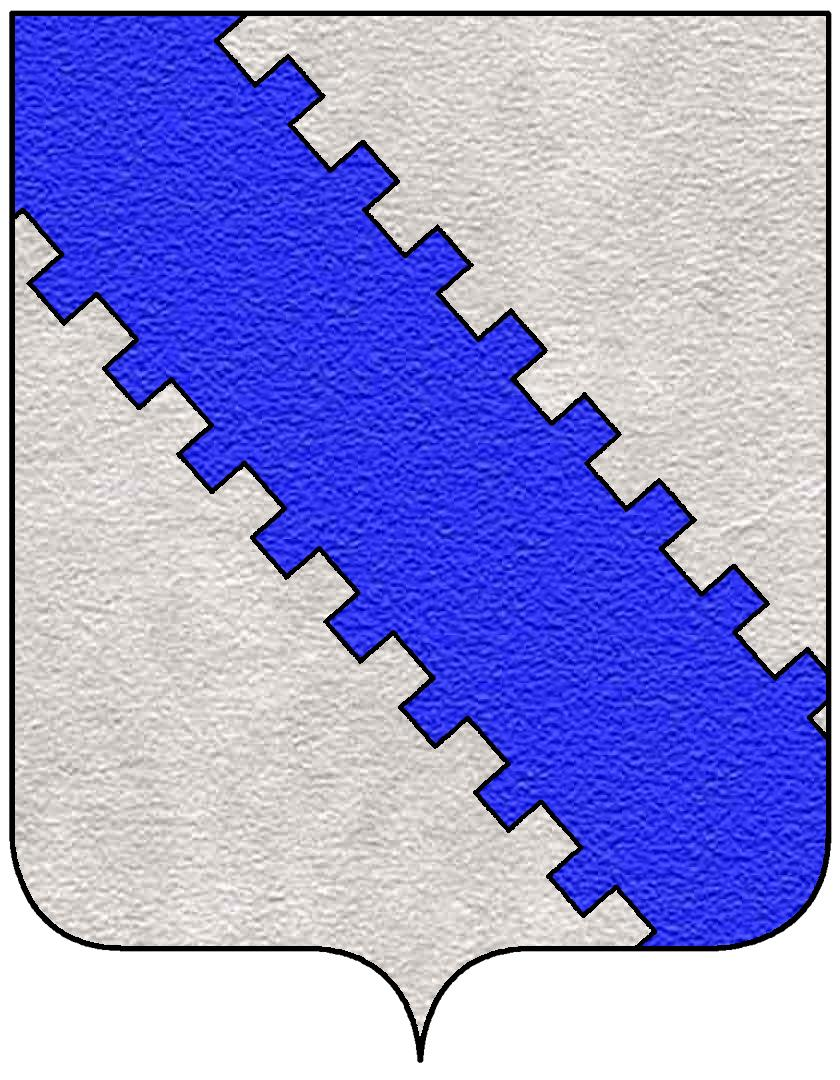
Stemma Dondi dall'Orologio

Gabriele Dondi dall'Orologio (Chioggia, 1328 – Venezia, 1383) è stato un medico e letterato italiano.

## Biografia
Nato a Chioggia nel 1328, primogenito di Jacopo medico, astronomo e orologiaio e di Zaccarota di Daniele Centrago, studiò medicina, insieme con il fratello Giovanni, presso la rinomata scuola paterna di Chioggia.
Nel 1373 circa si trasferì a Venezia come medico stipendiato dalla Serenissima per il servizio pubblico e l'anno seguente si laureò a Padova. Girolamo Tiraboschi nella sua Storia della letteratura italiana riporta alcune notizie secondo le quali Gabriele Dondi avrebbe raggiunto fama e ricchezza nella sua professione, tale che «per essa ammassò ricchezze si grandi, che niun Medico aveane finallora raccolte si grandi» . Tiziana Pesenti nel Dizionario Biografico ridimensiona fama e ricchezza, scrivendo «in realtà il suo stipendio fu modesto, appena 5 lire di grossi l'anno, mentre altri medici ne guadagnavano 9, e altrettanto modesta fu la sua fama»» pur aggiungendo «Sembra tuttavia che egli sia stato medico del doge Michele Morosini».
Viene ricordato, più che per l'attività professionale, per i suoi legami con i letterati petrarcheschi di Padova e Venezia. Cultore di epistolografia, fu in corrispondenza, tra gli altri, con l'umanista Benintendi Ravegnani, Cancellier Grande della Repubblica di Venezia e con il diplomatico Paolo de Bernardo, allievo del Ravegnani.
Morì a Venezia, insieme con i figli, nel 1383 a circa cinquantacinque anni, durante un'epidemia di peste. Fu sepolto, accanto alla tomba del padre, nel duomo di Padova.